# 転生したら序盤で死ぬ中ボスだった―ヒロイン眷属化で生き残る―
『転生したら序盤で死ぬ中ボスだった―ヒロイン眷属化で生き残る―』（てんせいしたらじょばんでしぬちゅうボスだった ヒロインけんぞくかでいきのこる）は、稲下竹刀による日本のオンライン小説（ジュブナイルポルノ）およびそれを原作とする漫画。2021年12月14日より『ノクターンノベルズ』にて連載が開始され、2023年3月25日より『ガンガンONLINE』（スクウェア・エニックス）にてコミカライズの連載が開始される。作画は正璽が担当。ノクターンノベルズ掲載時のタイトルは『転生したら序盤で死ぬ中ボスだったので、バグ技で全ヒロインを眷属化して生き残ることにした』。略称は『転ボス』。
2025年6月時点でコミックの累計部数は60万部を突破している。

## あらすじ
某企業に勤める会社員だった阿久津東陽は通勤中に乗っていたバスの横転事故に巻き込まれ意識を失う。次に意識を取り戻した時には頭にツノの生えた別人になっており、しかもダークエルフとの性交中であった。やがて自身が異世界へ転生したことを知るも、その転生先はかつて子供の頃にやり込んでいたバグの多いゲーム「ブレイブ・ハート・ファンタジア(略称：BHF)」の世界であった。そして自身の姿は序盤でチュートリアルとして倒される中ボスアッシュノルドであり、このままではゲームのシナリオ通り死んでしまうため、バグ技を含めたゲーム知識と誰でも味方にする「眷属化」を用いて何とか生き残ることを決意する。

## 登場人物

### アッシュノルド陣営
アッシュノルド
本作の主人公。魔王軍の四天王。イケメンのオーガであり巨躯で筋肉質。炎属性が弱点。特定の条件を満たした上で性交することで相手を眷属化することが出来る。
能力自体はあまり高くはないものの「ブレイブ・ハート・ファンタジア」の知識が豊富で、数々のバグ技を用いて状況の打破や事態の解決を行う。
基本的な行動原理は自身が生き残るためだが、眷属に対しては家族のように大事に思っており、皆には幸せになって欲しいと願っている。
阿久津東陽
アッシュノルドの転生前の人物で某企業に勤める男性会社員。会社帰りのバスの中でネット小説をチェックするのが日課だったがバスの横転事故に巻き込まれて死亡する。

#### アッシュノルドの眷属
エリス
アッシュノルドの部下のメイド。本作のヒロインの一人で元々は人間だったが眷属化により猫型の獣人に変えられてしまう。漫画版だと大きなリボンが特徴。両親をアッシュノルドの部下だったオルクウェルに殺され、その復讐のためにアッシュノルドへと近付いた。本来のゲームの流れではアッシュノルドに止めを刺すのは彼女の役割であった。
眷属化されて以降はきつめな口調はそのままにアッシュノルドの忠実な部下となり、やがては命令されずとも自己判断でアッシュノルドのために行動するようになった。当初は眷属化による淫紋の影響を受け心を歪められていたが、オルクウェルへの敵討ちの時点ではもう殆んど心に作用しなくなっており、以降は自分の意思でアッシュノルドに仕えている。
戦闘能力は高く、アッシュノルドの計らいで両親の敵であるオルクウェルと対峙した際には猫科の身体能力とバグ技で圧倒した。
ルナ
アッシュノルドの部下のダークエルフ。元はただのエルフであったが眷属化の影響でダークエルフとなった。危ないところを助けてくれた恩もあってアッシュノルドに心酔している。動物と心を通わせられ、その応用で相手が嘘を付いているかを見抜くことが出来る。また「盗む」というスキルも持っており、アッシュノルドの命令で勇者パーティーから携帯式の棺桶をくすねた。
キャロレーン
アッシュノルドの砦を襲撃しに来た自称天才魔法使いの女性。その実力は本物でアッシュノルドが苦手とする火炎魔法を得意としている。懸賞金目当てでアッシュノルドに挑むもバグ技で返り討ちに遭い、その後に眷属化でサキュバスとなってしまう。しかし、ルナやエリスと違って完全に服従してはおらず、半眷属状態となっている。なお、アッシュノルドから命令されることには強い快感を覚え、逆らえずについ従ってしまう。本来であれば勇者パーティーの一人であったが、そのことを前世の知識で知っていたアッシュノルドによって歴史を改変された形となった。リコラという妹がいて彼女のことをとても大事に思っている。
ココルル
ユーリたちが一時的に拠点としているトメイト村の宿屋の娘。小柄な少女で漫画版だと片目を隠す髪型が特徴。髪の色はピンク。宿屋の経営困難から街に売られてしまうだろうと自身の運命を悲観していたところに勇者パーティーの偵察に来たエリスと接触する。その後、アッシュノルドと面会し、自ら彼の眷族になることを志願。眷属化によりナハトスライムとなる。ナハトスライムとなった後は物理攻撃も魔法も通さない体となり、鉄壁の盾と化した。魔物になった影響で体色も変化したため、普段は人間の頃と変わらぬ体色に擬態しているが、全身を擬態するのは疲れるので一部分はそのままにしている。ユーリたちが村を出てからは、村に滞在する理由が無くなったため、その後はアッシュノルドの砦に居住を移した。その際には衣装も一新して軍服を着用している。
父親からは酷い扱いを受けていて、以前はそれに逆らえなかったものの、眷属化してからは心も強くなり、軽くあしらうようになった。
リコラ
キャロレーンの妹で魔法使いの幼い少女。キャロレーンの代わりに勇者パーティーへ加入した。砦に向かう前日にアッシュノルドの弱点である火炎魔法をたまたま覚えるなど姉譲りの才能の片鱗を見せている。
オルクウェルに攫われた際にマークから魅惑のキッスを受けた影響で発情。助けに来たアッシュノルドを見て、本能から自分が彼のものになることを確信する。オルクウェルから救出された後、キャロレーンより魔物の魂を植え付けられると、その晩に宿屋にてココルルの手引きで現れたアッシュノルドと再会。全裸になった彼の股間から目が離せなくなり、そのまま口婬し、放たれた精液を体内に取り入れたことでサキュバスへと変化し、彼の眷属となった。以降はアッシュノルドのことを「お兄ちゃん」と呼び、慕うようになる。
勇者パーティーに潜入するために人間へと偽装しているが、以前と異なって髪飾りがハート型になっているのと、帽子に角が浮かび上がっている。

#### アッシュノルドの部下
ガイン
リザードマンの隊長。アッシュノルドに忠誠を誓っている。炎に高い耐性がありキャロレーンの魔法でも殆どダメージを負わなかった。捕虜の安否を気遣うなど武人らしく誇り高い気質を持っており、勇者パーティー相手に一歩も引かない程の実力者でもある。

### その他の魔族
ケオスティーア
魔王ケオスベルグの娘。父の死により代理で魔王の座についている。漫画版での見た目は金髪の美少女で、魔族らしく角を生やしている。可愛らしい声も特徴。しかし、魔王の娘だけあって威圧感は相当なものでアッシュノルドも思わず膝をついてしまう程。聡明な人物でもあり、この世界がゲームであるが故の不自然な部分や違和感に独力で気が付く。
アッシュノルドの幼馴染で、彼のことを「アッシュ」と愛称で呼び、自分のことも「ティーア」と呼ばせている。アッシュノルドに勇者を倒させ、その戦果で魔王にした後に彼のお嫁さんになりたいと当人に告げるくらいにアッシュノルドのことを慕っている。二人の仲は魔王軍では公然の秘密となっており、ケオスティーアの幼い外見も相俟ってアッシュノルドはロリコンという話が出ていた。また、嫉妬深い一面もあり、アッシュノルドがサキュバス(キャロレーン)を眷属にしたことを告げると、急に不機嫌になってはその圧でアッシュノルドを戦慄させた。
「ブレイブ・ハート・ファンタジア」本編において彼女は全く登場せず、公式ノベライズでのみその存在が語られている。そのため、アッシュノルドは当初はケオスティーアのことを思い出せなかった。また、ノベライズ内にて彼女は本来女神サーディンに殺される運命であった。
ミストス
魔王軍の四天王で、少しかすれた甘い大人の声が特徴的な吸血鬼の妖艶な女性。その実力はとても高く、当時のプレイヤーにトラウマを植え付け、「ブレイブ・ハート・ファンタジア」最大の難敵は魔王よりもミストスと言われる程であった。
ケオスティーアの姉を自称し、彼女を愛するが故に彼女のお気に入りであるアッシュノルドに決闘を挑むと、「マリオネット」のスキルを使ってアッシュノルドを金縛り状態にし、吸血から眷属化しようとしたが、自身もアッシュノルドの眷属化を受けて淫紋を浮かび上がらせた後に撤退する。
ルドヴェイン
魔王軍の四天王の一人で山羊頭の悪魔。アッシュノルドを遥かに超える実力者であり、雷撃の魔法を得意としている。ケオスティーアの寵愛を受け、勇者討伐の筆頭となったアッシュノルドに対抗するため、先んじて大勢の部下を引き連れユーリたちが滞在する街を襲う。ゲームの中ではもっと先の方で戦う筈のボスで、アッシュノルドの介入でゲームの流れが大きく変わっていることを象徴する存在でもある。
数の暴力と自身の実力の高さによりユーリたちを追い詰めるが、リコラのサキュバスの力によるバフを受け暴走した街を護る騎士たちの反撃とユーリが咄嗟に思い出したバグ技により逆転され、ユーリの手により死亡する。
オルクウェル
アッシュノルドの元配下のオーガ。片方の角が折れているのが特徴。オーランジェ村で略奪と虐殺を行い逃亡した非道な男。エリスの両親の敵でもある。山賊と協力して身代金目的でリコラを攫った。アッシュノルドの弱点である火炎魔法を得意としている。
両親の復讐のために向かって来たエリスに圧倒され、体中を引き裂かれた後に死亡した。
マーク
オルクウェルの仲間であるインキュバス。「魅惑のキッス」を使ってリコラを発情させた。剣技も性技と同じくらい得意と自称していたが、キャロレーンの上火炎魔法(モヤサン)であっさりと返り討ちに遭う。

### 勇者パーティー
ユーリ
「ブレイブ・ハート・ファンタジア」の本来の主人公であり女勇者。その実力は確かで、その圧でもってガインをたじろがせている。フィオールからは顔立ちが整っていると評されている。
実は中身は転生者であり、「ブレイブ・ハート・ファンタジアに関する知識を持っていて、アッシュノルドの策でピンチに追い込まれた際やルドヴェインとの戦いの際にはバグ技を使って切り抜けたものの、バグ技の知識自体はたまたま聞いたものが主でアッシュノルドほど詳しいわけではない模様。
鷹野優莉
勇者ユーリの転生前の人物。日本人の女性で、転生前は寺や神社へ行くと常に彼氏が欲しいと願っていたと述懐している。東陽が巻き込まれたバスの横転事故の折に同じバスに搭乗していた。東陽の小学生時代の同級生でもあった。
イサミ
勇者パーティーの女武闘家。漫画版だとツインテールの髪型が特徴。快活でココルルの今後を心配するなど優しい性格。フィオールとは恋人関係である。「急所突き(ボールブレイク)」という技を得意としている。
フィオール
勇者パーティーの女僧侶。リアリストでリザードマンを拷問して砦の場所を聞き出すなど残忍さも持ち合わせている。イサミとは恋人関係であり、イサミを溺愛する余りにユーリがイサミに手を出さないか心配になって彼女の食事に毒を盛ろうかと計画したこともある。イサミからは「フィオ」と呼ばれている。

## 既刊一覧

### 漫画
- 稲下竹刀（原作）・正璽（作画） 『転生したら序盤で死ぬ中ボスだった―ヒロイン眷属化で生き残る―』 スクウェア・エニックス〈ガンガンコミックスONLINE〉、既刊8巻（2025年6月12日現在）
  1. 2023年8月10日発売[5]、ISBN 978-4-7575-8725-0
  2. 2023年12月12日発売[6]、ISBN 978-4-7575-8960-5
  3. 2024年3月12日発売[7]、ISBN 978-4-7575-9101-1
  4. 2024年6月12日発売[8]、ISBN 978-4-7575-9243-8
  5. 2024年9月12日発売[9]、ISBN 978-4-7575-9415-9
  6. 2024年12月12日発売[10]、ISBN 978-4-7575-9568-2
  7. 2025年3月12日発売[11]、ISBN 978-4-7575-9735-8
  8. 2025年6月12日発売[12]、ISBN 978-4-7575-9891-1